# Penetrator 2: Grunge Days
Penetrator 2: Grudge Day est un film pornographique américain réalisé par Nic Cramer, sorti en 1995. Il s'agit d'une parodie du film Terminator.

## Synopsis
Venu du futur pour détruire l'alliance rebelle avant qu'elle ne se forme, un pénétrator tente de retrouver la fondatrice. C'est sans compter sur l'alliance rebelle qui à son tour envoie son propre pénétrator pour protéger la fondatrice.

## Fiche technique
- Titre original : Penetrator Grudge Day
- Réalisation : Nic Cramer
- Société de distribution : Colmax
- Pays d'origine :  États-Unis
- Langue : anglais
- Format : Couleur
- Genre : Pornographique, Horreur
- Durée : 82 minutes
- Interdit aux moins de 18 ans

## Distribution
- Melissa Hill (Farrah Connor)
- Kaitlyn Ashley (Dawn Connor)
- Alberto Rey (Penetrator)
- Jonathan Morgan (P-1000)
- Lovette
- Sid Deuce
- Gina Everett (policière)
- Tom Byron (Cyborg 1)
- Christopher Sharp (Cyborg 2)